# Oryza barthii
Oryza barthii sau orez sălbatic african  este o specie de plante din genul Oryza (orez), familia Poaceae.